# 國際高等專門學校
國際高等專門學校（日语：国際高等専門学校／こくさいこうとうせんもんがっこう）是一所位於日本石川縣的高等專門學校，由學校法人金澤工業大學所營運。
國際高專以培育「全球創新者」為主要教育目標，該校的數理科目使用英語授課。其學制也參考了歐美的寄宿學校來設計，一、二年級於白山市校區上課實施全體住宿，三年級可至紐西蘭奧塔哥理工學院留學一年，四、五年級則與金澤工業大學共同開設課程。高專畢業後，學生可選擇續留金澤工業大學體系，接受大學三、四年級與大學院的「九年一貫」教育。

## 沿革

### 年表
- 1957年 - 前身校北陸電波學校開學。
- 1962年 - 金澤工業高等專門學校開學，設置電氣工學科。
- 1963年 - 增設機械工學科。
- 1964年 - 體育館完工。
- 1990年 - 第二體育館完工。
- 1991年 - 位於金澤市的新校舍完工。
- 2003年 - 電氣工學科改組為電氣情報工學科，增設國際通訊情報工學科。
- 2009年 - 電氣情報工學科改組為電氣電子工學科，國際通訊情報工學科改組為全球情報工學科。
- 2015年 - 增設全球情報學科，原全球情報工學科停止招生。
- 2018年 - 更名國際高等專門學校。

## 教育組織

### 本科（副學士課程）
- 國際理工學科

## 外部連結
- 國際高等專門學校官方網站 （页面存档备份，存于）
- 國際高專的Facebook專頁
- 國際高專的Instagram帳戶
- 國際高專的X（前Twitter）